# Ford Motor Company
Ford Motor Company (eller Ford NYSE: F) er en amerikansk multinational bilfabrikant med hovedsæde i Dearborn, Michigan i USA. Virksomheden er grundlagt af Henry Ford den 16. juni 1903. Koncernen sælger biler og erhvervskøretøjer under Ford-mærket og luksusbiler under Lincoln-mærket. Tidligere har koncernen også fremstillet lastbiler og traktorer. Ford Motor Company er børsnoteret på New York Stock Exchange og styres af Ford-familien, der besidder stemmemajoriteten i selskabet.
Baseret på det samlede bilsalg i 2010 er Ford Motor Company den næststørste bilproducent i USA og femtestørst på verdensplan. Fords globale omsætning i 2009 var på 118,3 milliarder dollars ifølge Fortune 500. I 2008 producerede Ford 5,532 millioner biler og samme år var antallet af ansatte hos Ford 230.000. I 2009 afstedkom finanskrisen, at Fords produktion faldt til 4,817 millioner. Selskabets nettoindkomst i 2010 var på 6,6 milliarder dollars.

## Historie
I de første år efter stiftelsen i 1903 producerede Ford Motor Company kun et par biler om dagen, men med introduktionen af den prisbillige Ford T i 1908 fik virksomheden succes. Med Ford T nåede bilen for første gang ud til middelklassen i USA. For at kunne skabe en prisbillig bil, som middelklassen havde råd til, effektiviseredes produktionen. Det medførte, at Ford som den første virksomhed begyndte at bruge samlebånd i produktionen. Dette betød, at man gik fra, at det tog 12,5 time at lave en bil, til at man nu kunne lave den på 2 timer og 40 minutter. Til gengæld var der tale om masseproduktion uden hensyn til individuelle kundespecificerede ønsker. Henry Ford skal have sagt: "Folk kan få deres bil i enhver ønskelig farve, så længe den er sort!". Det tog en dag længere at tørre andre farver end sort, så for ikke sinke produktionen, brugte man kun sort. En anden nyskabende ting Ford indførte for at øge produktiviteten, var at fordoble arbejdernes lønninger og mindske deres arbejdstid til 8 timer om dagen. Dette medførte mindre udskiftning blandt medarbejderne og resulterede i en produktivitetsstigning.
Succesen for Ford T var så stor, at man fra 1917 til 1923 ikke brugte nogen penge på reklamer. Konkurrenterne begyndte dog efterhånden at forbedre sig og tilbyde biler med mere udstyr, mens Ford Motor Company stadig kun havde Ford T. Derfor stoppede produktionen af Ford T i 1927, efter at man havde solgt ikke mindre end 15.000.000 eksemplarer.
Under depressionen i 1930'erne faldt bilsalget kraftigt, og Ford Motor Company var nødt til at lukke 27 af koncernens 35 fabrikker, og ikke før 1939 nåede man op på samme salg som i 1929. Med udbruddet af 2. verdenskrig begyndte Ford at levere til hæren, bl.a. jeeps og flyvemaskiner.

### Ford i Europa
Ford åbnede sit første salgskontor i Europa, da virksomheden åbnede i Paris i 1908. Allerede året efter blev etableret et datterselskab i Storbritannien og i 1925 åbnede salgskontor i Berlin og senere på året en samlefabrik i byen, hvor der blev samlet Ford T. Efter ærkerivalen General Motors i 1929 købte 80 % af Opel, besluttede Henry Ford at opføre en helt ny Ford-fabrik i Köln. Den tyske fabrik blev beskadiget under krigen, men blev genopbygget og blev en førende bilproducent i 1950'erne og 1960'erne. I 1967 blev Fords tyske og britiske bilfabrikker samlet under Ford of Europe, der blev en af de førende europæiske producenter i perioden fra sammenlægningen og indtil slut 1990'ene, hvor konkurrencen fra øvrige producenter spidsede til.
Ford ejede i årene 1999 til 2010 den svenske bilproducent Volvo Cars.

#### I Danmark
Det danske datterselskab, Ford Motor Company A/S, blev etableret 25. juni 1919 og er et af de ældste europæiske datterselskaber, der blev etableret for at samle og forhandle Ford T.

## Modeller
Ford producerer køretøjer under eget navn og under navnet Lincoln i USA. Modellen Edsel blev introduceret i 1958 men måtte udgå af produktion allerede i 1960 på grund af lave salgstal. Modellen Merkur blev introduceret i 1985 men udgik af samme årsag. I 2010 udgik også Mercury-modellen, som Ford introducerede i 1939, på grund af lave salgstal.
I 1989 opkøbte Ford Motor Company Aston Martin (UK), som selskabet siden solgte i 2007 for blot at beholde en minoritetsandel. Ford opkøbte også det svenske bilmærke Volvo og solgte det videre i 2010. I 2008 reducerede Ford sin andel i Mazda fra 33.4 % til 13.4 %, og i 2010 blev andelen reduceret yderligere til blot 3 %. Ford solgte Jaguar og Land Rover (UK) til indiske Tata Motors i 2008.
På nuværende tidspunkt sælger Ford Motor Company sine modeller under mærkerne Ford og Lincoln.

## Miljøinitiativer
I 2008 bekendtgjorde Ford, at seks af selskabets mere brændstofeffektive europæiske modeller ville blive indført i Amerika. 
Nogle af de nye versioner af Crown Victoria-modellen kører på naturgas (Compressed Natural Gass – CNG). Visse biler, der kører på CNG, har to brændstoftanke – en til benzin og en anden til CNG. Motoren kan indstilles, alt efter hvilken type brændstof der ønskes.

### Brændstoffleksible modeller
Brændstoffleksible køretøjer produceres på en særlig måde, så de kan køre på en bred vifte af bio-brændstoffer. Disse køretøjer fungerer godt på både ren benzin og blandinger af benzin og ethanol som for eksempel E85. E85 består af 15 % benzin og 85 % ethanol. E100 kan også benyttes til brændstoffleksible køretøjer. Dog er tankstationer, der tilbyder disse brændstoftyper, forholdsvis sjældne i USA, hvilket besværliggør markedsføringen af de brændstoffleksible modeller.
I USA planlægger Ford at producere 250.000 køretøjer om året, der kan køre på E85.
De brændstoffleksible Fordmodeller, der sælges i Europa og Nordamerika, er:
- Ford Crown Victoria
- Ford F-150
- Ford C-MAX
- Ford Focus
- Ford S-MAX
- Ford Mondeo
- Ford Taurus
- Ford Galaxy
- Ford Explorer
- Ford Ranger
- Mercury Grand Marquis
- Ford Expedition og EL/MAX
- Lincoln Town Car

De modeller, der kører på E100 og sælges i Brasilien er:
- Ford EcoSport
- Ford Courier
- Ford Focus
- Ford Fiesta
- Ford Ka

### Elbiler
Ford Motor Company forventer, at elkøretøjer vil udgøre en stor del af selskabets produktlinje om ti år. Ford vil i samarbejde med Coulomb Technologies tilbyde ca. 5.000 gratis opladningsstationer beregnet for hjem, der tilhører de første købere af Fords elkøretøjer.

### Hybride elbiler
Ford opnåede forbedret brændstofeffektivitet i 2005 med introduktionen af den hybrid-elektriske model Escape. Ford lancerede som det første bilselskab en hybrid elektrisk SUV. Ford Escape var desuden den første hybrid elektriske bil, der kunne køre på E85.
I 2005 annoncerede Ford sit mål om at nå op på en produktion af 250.000 hybridbiler i 2010. Ca. et år senere bekendtgjorde selskabet dog, at målet ikke ville blive nået. Ford planlægger nu hybridversioner af Lincoln MKX og Ford Edge.
Mercury Milan Hybrid og Ford Fusion Hybrid blev begge lanceret på det amerikanske marked i marts 2009 som 2010-modeller.
De kommende og nuværende Ford hybrid elektriske modeller er: 
- Mercury Mariner
- Ford Escape Hybrid
- Ford Edge/Lincoln MKX
- Mercury Milan/Ford Fusion Hybrid

### Hydrogen
Ford forsker løbende i brændstofcelleteknologier og har allerede demonstreret teknologier, der bygger på hydrogen-elektrisk ICE (internal combustion engine).
Ford har ligeledes lanceret busser, der kører på hydrogen. Busserne benyttes hovedsageligt i messecentre og lufthavne. En hydrogen brændstofcelleversion af Ford Explorer SUV blev fremvist i 2006.

## Racerløb

### Stock biler
Ford er blandt producenterne i de tre NASCAR-løb (Camping World Truck Series, Nationwide Series and Sprint Cup Series), hvor to af de vigtige teams er Yates Racing og Roush Fenway Racing. Den mellemstore Ford Fusion repræsenterer Ford ved Sprint Cup racerløbet, mens Ford Mustang repræsenterer selskabet ved Nationwide Series. Ved Camping World Truck Series repræsenteres Ford med F-150 modellen. Ford har vundet otte mesterskaber i produktion i Sprint Cup Series.

### Formel 1
I mange år var Ford dybt involveret i Formel 1. Fra 1967 til 2004 leverede selskabet motorer til en række teams, og teams som McLaren og Team Lotus vandt 176 Grand Prix med Fordmotorer i perioden.

### Rally
Ford har været aktivt involveret i WRC (World Rally Championship) siden 1973. 
Siden sæsonstarten i 2002 har Ford som den eneste producent nogensinde vundet point i 92 løb i træk.

### Ford sportsmodeller
Siden 1964 har sportsmodeller produceret af Ford spillet en stor rolle i racerløbsverdenen. I 1960’erne vandt Ford GT40 24-timers racerløbet i Le Mans fire gange. Det internationale Championship for Makers i 1968 blev ligeledes vundet med Ford GT40.
Fordi Ford Mustang har domineret en lang række mesterskaber, regnes bilen generelt for at være en af de mest succesfulde racerbiler, Ford har produceret.

## Busser
Skønt Ford tidligere har produceret busser, regnes selskabet nu til dags for en sekundær producent på markedet for busser. Nogle af Fords ældre busmodeller er: 
- Ford Model B
- Ford Model T
- Ford B500
- Ford 69-B
- Ford 49-B
- Ford 79-B

Minibussen Ford Transit bliver produceret i Europa og er klassificeret som et PCV (Passenger Carrying Vehicle). Nogle af de tidligere europæiske modeller var:
- N-138
- EM

## Traktorer
I tidligere tider producerede “Henry Ford and Son Company” traktorer i Springwells, som var Henrys fødeby. Ford udvidede traktorproduktionen i 1986. Siden blev selskabet Ford-New Holland oprettet. Selskabet opkøbte Versatile Tractors i 1988. Ford-New Holland blev siden opkøbt af Fiat og skiftede navn til New Holland.

## Ford International
De første udenlandske salgssteder blev oprettet i Frankrig, mens England i 1911 blev det første land uden for USA, hvor Ford oprettede en samlefabrik. I 1919 blev den danske afdeling af Ford etableret med hovedkvarter i København og med en samlefabrik i Heimdalsgade.
Ford opnåede i 1996 en markedsdel på 10.3 % ved salg af 15.000 biler i Danmark.
Ford driver desuden finansieringsselskabet Ford Motor Credit Company.

## Fordklubber i Danmark
Fords lange historie og den store udbredelse gennem årene i Danmark er afgørende faktorer for, at der i Danmark er flere landsdækkende bilklubber for klassiske Ford-biler, hver med deres eget særpræg.
Ford T Klubben Danmark har omkring 200 medlemmer fordelt på hele landet. Klubben er for Ford T ejere og folk med interesse for disse. Klubben udgiver et medlemsblad 12 gange om året og arrangerer et antal løb hver sommer.
Dansk Ford A klub har i dag medlemmer fordelt over hele landet, men startede i 1965 under navnet Københavns Ford A klub. Klubben er en af landets ældste veteranbilklubber og er for ejere af Ford A eller folk med interesse i disse. Klubben har eget klubhus i Glostrup, hvorfra man også driver klubbens salg af reservedele til Ford A - en aktivitet der har eksisteret næsten lige så længe som klubben.
Vamdrup Ford A klub er en klub for Ford A.
Ford Classic Club DK har omkring 250 medlemmer fordelt på hele landet. Klubben er for europæiske Ford-biler over 25 år og optager således eksempelvis europæiske biler såsom Escort MkIII og Fiesta MKI, engelske Ford-biler som Escort MKI og MKII, Cortina, Consul Zephyr/Zodiac samt tyske Ford-biler som Taunus. Tidligere eksisterede der også en Taunus, Cortina & Granada Klub, men den blev i 2010 fusioneret med Ford Classic Club DK.
Ford M Klub Danmark er en klub for de tyske M-modeller, 12M, 15M, 17M, 20M, 26M og OSI.
Ford P7 Klub Danmark har, som navnet siger, rod i P7-serien, der var den sidste i rækken af M-modeller fra Ford Tyskland. I dag optager klubben dog alle M-modeller.
Nordisk Ford P Klub blev stiftet i 2010 som en udbrydergruppe af Ford P7 Klub Danmark efter intern uenighed. Den optager ligeledes alle M-modeller.
Capri Club Danmark er en klub for alle de tre Capri-modeller MKI, MKII og MKIII.
Mustangklubben er en klub for de amerikanske Mustang-biler uafhængigt af alder.
Ford V8 Klub Danmark er en klub for Ford-biler med den amerikanske Ford V8-motor.
Ford Klub Danmark er en klub for Ford-entusiaster. Gruppen eksistere hovedsageligt på facebook, og er for alle der ejer eller har interessere for Ford.

## Ford og amerikanske præsidenter
Fire attentater mod USAs præsidenter har fundet sted i eller ved en Ford-bil: 
- I 1933 blev Franklin Roosevelt beskudt i sin Ford. Den italienske indvandrer Giuseppe Zangara ramte ham dog ikke, men sårede til gengæld seks andre, deriblandt Chicagos borgmester, der døde af skaderne, mens Zangara selv endte i den elektriske stol.[21]
- I 1963 blev John F. Kennedy skudt og dræbt i Dallas, mens han sad i en åben Lincoln Continental. (Lincoln var Fords luksusmærke.) Bilen blev senere ombygget og pansret, og benyttet af flere præsidenter.
- I 1975 blev Gerald Ford - der ovenikøbet selv hed Ford - beskudt i San Francisco i 1979, idet han steg ind i sin bil [22] - ligeledes en Lincoln Continental.
- I 1981 blev Ronald Reagan lettere skadet udenfor hotel Hilton i Washington DC, da han var ved at sætte sig ind i den samme Lincoln Continental, som Ford have benyttet seks år tidligere. Reagan blev også kørt til sygehuset i bilen.[23]

Måske af den grund er man senere gået over til biler fra General Motors.